# Ronde van Oost-Java 2011
De Ronde van Oost-Java werd in 2011 voor de zevende keer gereden. De wedstrijd vond plaats van 23 tot en met 25 september.

## Etappeoverzicht
| Etappe  | Datum        | Start     | Eindstreep | Afstand  | Winnaar          | Land     |
| ------- | ------------ | --------- | ---------- | -------- | ---------------- | -------- |
| Proloog | 23 september | Soerabaja | Soerabaja  | 48,0 km  | Boris Shpilevsky | Rusland  |
| 1e      | 24 september | Soerabaja | Gresik     | 184,3 km | Boris Shpilevsky | Rusland  |
| 2e      | 25 september | Gresik    | Gresik     | 185,0 km | Ying Hon Yeung   | Hongkong |

## Eindklassement
| Rang | Renner                      | Land     | Tijd       |
| ---- | --------------------------- | -------- | ---------- |
| 1    | Hossein Jahanbanian Kamnabi | Iran     | 8u 40' 13" |
| 2    | Ying Hon Yeung              | Hongkong | op 00' 41" |
| 3    | Hossein Alizadeh            | Iran     | op 00' 48" |

2005 · 
2006 · 
2007 · 
2008 · 
2009 · 
2010 · 
2011 · 
2012 · 
2013 · 
2014